# Poznanie
Poznanie – termin filozoficzny oznaczający odkrywanie (przedmiotu czy zagadnienia). Poznanie najczęściej dotyczy bytu, zjawiska lub konkretnych zagadnień filozoficznych. 
Teoria poznania jako zagadnienie filozoficzne jest dziś rozwijana przez teologów i filozofów w ramach  działu filozofii o nazwie epistemologia.

## Starożytna Grecja
Filozofia starożytnej Grecji szczególnie akcentowała wartość poznania. Jej przedstawiciele poprzez termin poznanie definiowali swoje powołanie. 
Fryderyk Nietzsche podsumował ten fakt następującą wypowiedzią:

Inne narody mają świętych, Grecy mieli Mędrców.

Podobnie o poznaniu wyraża się Giorgio Colli, twierdząc, iż poznanie było nie tylko dla filozofów greckich, ale też i dla Greków jako narodu, najwyższą wartością życia.  
Argumentując Colli podaje, że właśnie poznanie wskazywano jako najwyższy stopień mocy ludzkiej. W przypadku uzyskania poznania o mistycznej genezie - typowego dla wyroczni (np. gdy ustami kapłanki w Delfach przemawiał Apollin), warunkiem koniecznym było uprzednie osiągnięcie stanu ekstazy.

## Nowożytność
W nowożytności ulega zmianie paradygmat filozofii z ontologicznego na mentalistyczny. Przyczynił się do tego Kartezjusz nazywany ojcem filozofii nowożytnej, którego podstawowym problemem była kwestia pewności poznania. Kartezjusz poszukiwał nowej metody dochodzenia do jakiejkolwiek wiedzy pewnej i uznał, że możliwe jest oparcie całości wiedzy ludzkiej na pewnym niepowątpiewalnym fundamencie. Tylko w ten sposób możliwe jest jego zdaniem odparcie argumentów sceptycyzmu co do możliwości uzyskania wiedzy pewnej. Stanowisko takie określane jest jako fundacjonalizm. Swoje słynne rozumowanie przedstawił w Rozprawie o metodzie (1637). Wychodząc z zasadniczego zwątpienia o wszystkim, co nazywane bywa poznaniem, dochodzi Kartezjusz do stwierdzenia, iż jedynie uświadomienie sobie zwątpienia jest bezwzględnie pewne. Wątpienie jest aktem myśli. Fakt myślenia jest zdaniem Kartezjusza oczywisty i dany w sposób prosty i bezpośredni. Jest ideą jasną i wyraźną, a tym samym nie wymaga dalszego uzasadniania. Kartezjusza sposób rozumienia poznania nazywamy racjonalizmem, gdyż uznaje on prymat rozumu i rozumowań a priori w zdobywaniu wiedzy. Obok Kartezjusza, jego najbardziej znanymi wyrazicielami byli Spinoza i Leibniz. 
Drugi z tych nurtów w rozumienia poznania to empiryzm, wiązany jest z takimi nazwiskami jak Locke, Hume i Berkeley. Empiryści uznawali, że poznawanie jako proces ma charakter odtwórczy i stanowi szczególnego rodzaju odzwierciedlanie rzeczywistości. Empiryzm zakłada rozumienie poznania jako odbicia rzeczywistości.